# コリオラヌスにローマを救うよう嘆願する彼の家族
『コリオラヌスにローマを救うよう嘆願する彼の家族』（コリオラヌスにローマをすくうようたんがんするかれのかぞく、仏: La famille de Coriolan le suppliant d’épargner Rome、英: Coriolanus' Family Begging him to Spare Rome）、または『コリオラヌスの前のウォルムニアとウェトリア』（コリオラヌスのまえのウォルムニアとウェトリア、仏: Volumnie et Véturie devant Coriolan、英: Volumnia and Veturia before Coriolanus）は、17世紀フランスの画家ウスタシュ・ル・シュウールが1638-1640年ごろ、キャンバス上に油彩で制作した絵画である。1972年にピエール・ロザンベールがストラスブールの収集家オトン・コフマンヌ (Othon Kaufmann) とフランソワ・シュラジュテール (François Schlageter) から作者不詳となっていた本作を入手し、ル・シュウールに帰属した。現在、パリのルーヴル美術館に所蔵されている。

## 作品
1690年の王立絵画彫刻アカデミーでの講演で、ギエ・ド・サン＝ジョルジョ (Guillet de Saint-Georges) は、本作が戦争管財人であったベザール (Bézard) 氏のために描かれたと述べている。ル・シュウールは、1647年にベザールの邸宅の一室に装飾画を描いたが、本作の制作年はこれよりはるかに早く、1638年ごろと考えられる。当時、ル・シュウールの様式はまだ、師のシモン・ヴーエに近いものであった。しかし、この絵画には若きル・シュウールの鋭い才気と彩色の妙がある。

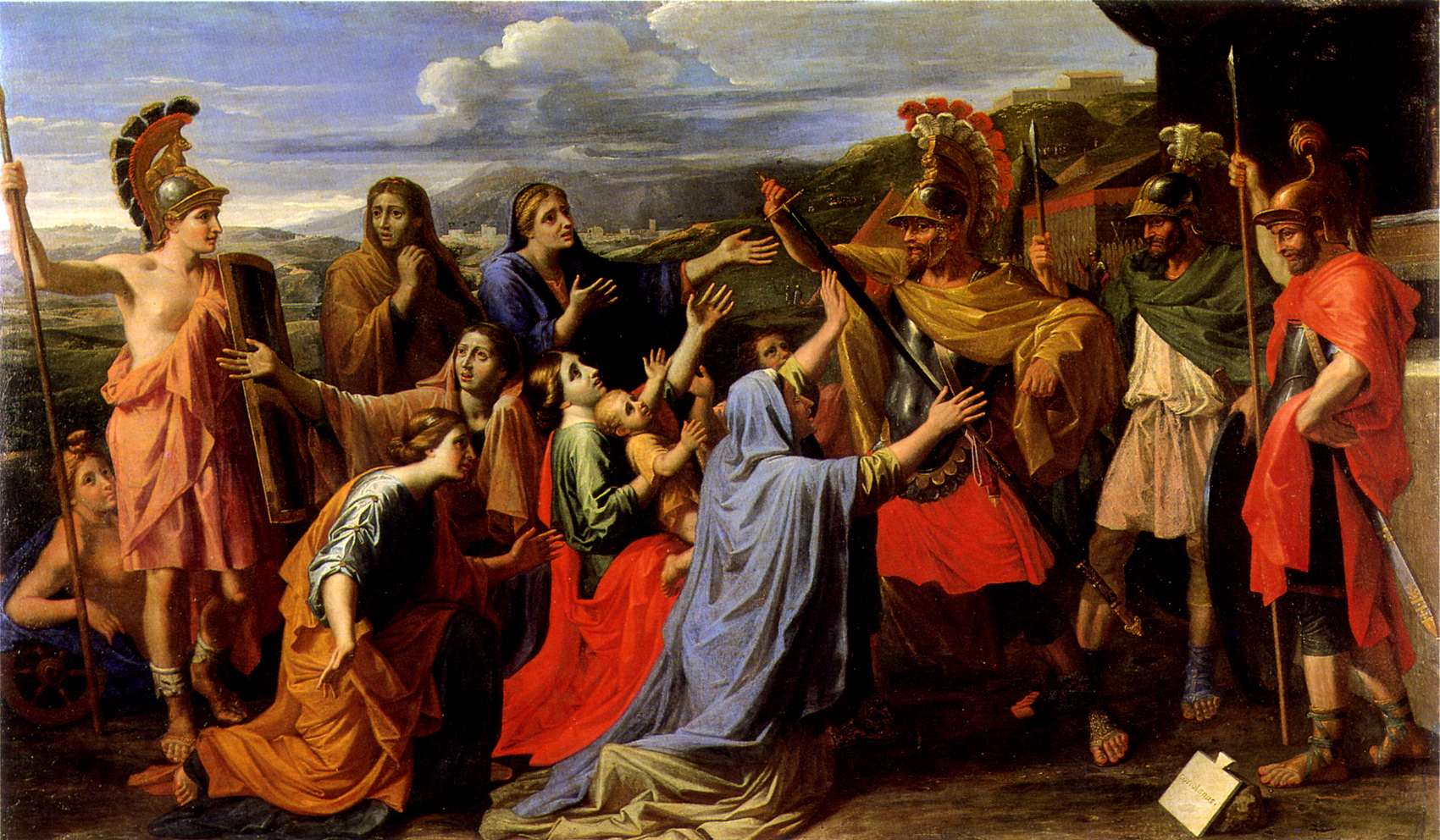
ニコラ・プッサン『コリオラヌスの前のウォルムニアとウェトリア』 (1652-1653年)、ニコラ・プッサン美術館、レ＝ザンドリ

絵画の主題は、古代ローマの著述家プルタルコスの『対比列伝』 (英雄伝) から採られている。グナエウス・マルキウス・コリオラヌスは紀元前5世紀のローマの将軍で、ウォルスキ族を破ったが、同国のローマ人により追放された。そのため、彼はかつての敵の先頭に立ってローマを包囲した。使者として遣わされた彼の母ウォルムニアと妻ウェトリアの嘆願のみが、かろうじて彼の復讐を思いとどまらせた。この物語は、2人の女性の市民としての勇気と、孝心から不実な故国を許し、復讐を放棄したコリオラヌスの自己犠牲を示す例となっている。
ニコラ・プッサンも1650年ごろ、この物語を主題とした『コリオラヌスの前のウォルムニアとウェトリア』 (ニコラ・プッサン美術館、レ＝ザンドリ) を描いているが、そこでは将軍コリオラヌスが剣を鞘に戻している姿が表されている。一方、ル・シュウールの本作では、妻が差し出す2人の子供を抱きしめようと身をかがめる将軍を描くことで、物語の家族的側面が強調されている。同時代の人々は、この絵画を傲慢さを捨てるよう諭す道徳的な教えとして、また家族の徳を讃えるものとして読むことができたのである。